# NGC 7066
NGC 7066 est une galaxie spirale située dans la constellation de Pégase. Sa vitesse par rapport au fond diffus cosmologique est de 4 776 ± 29 km/s, ce qui correspond à une distance de Hubble de 70,45 ± 4,95 Mpc (∼230 millions d'al). NGC 7066 a été découverte par l'astronome américain Lewis Swift en 1886.
Note: pour obtenir les renseignements de PGC 66747 dans la base de données NASA/IPAC (NED), il faut utiliser la requête NGC 7066 NED01. Selon NED, NGC 7066 est une paire de galaxies. les données montrées ne sont pas celles de PGC 66747 et les dimensions ne sont pas indiquées. La requête NGC NED02 affiche une page qui ne contient que les coordonnées de l'autre galaxie de la paire. On distingue nettement cette autre galaxie sur l'image du relevé Pan-STARRS. Cette galaxie, ne figure pas dans la base de données Simbad.